# 護摩壇山
護摩壇山（ごまだんざん、ごまだんやま）は、和歌山県田辺市と奈良県吉野郡十津川村との県境にある山である。標高は1,372m。紀伊山地に属する。

## 概要
熊野の伝承では一ノ谷の戦い後に戦線を離脱して小森谷渓谷に隠れ住んでいた平維盛が、壇ノ浦の戦いで平家が敗れたことを知り、護摩壇山で平家の行く末を占ったという。その際に護摩を焚いたとの言い伝えからこの名が付いた（平維盛も参照）。
和歌山県の最高峰であると言われてきたが、国土地理院が2000年に護摩壇山の東方約700mの峰の方が10m高い（1,382m）ことを確認し、和歌山県の最高標高地点となるこの峰は「龍神岳」と命名された。いずれにせよ、和歌山県で最も標高の高い一帯であることには変わりなく、周囲は四方八方同じような1,000m級の山々に囲まれている。
高野龍神スカイライン（国道371号）により山頂近くまで車で行くことができるが（バスも通っている）、南国の和歌山県にあって冬季は常時積雪がありチェーン着用および二輪通行禁止の通行制限がなされる。バス停留所の付近には駐車場があり、また土産物屋とともにごまさんスカイタワーという展望塔があり、天気さえ良ければ遠くまで紀伊山地の山々を眺めることが可能で、さらには紀伊水道も望める。さらにそこからはブナ林の間の整備された遊歩道を辿ってすぐに山頂まで歩くことが可能である。

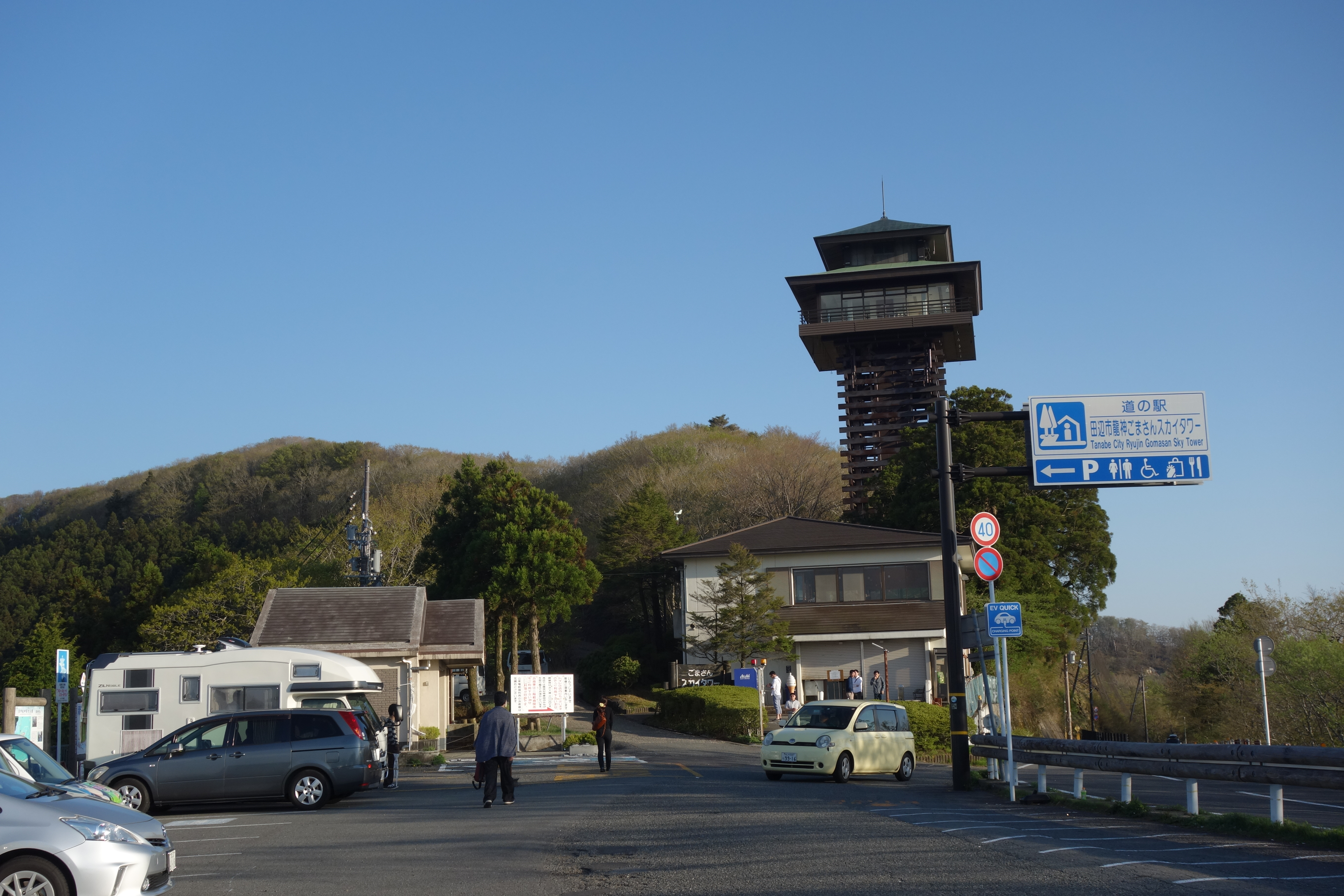
道の駅田辺市龍神ごまさんスカイタワーからの護摩壇山
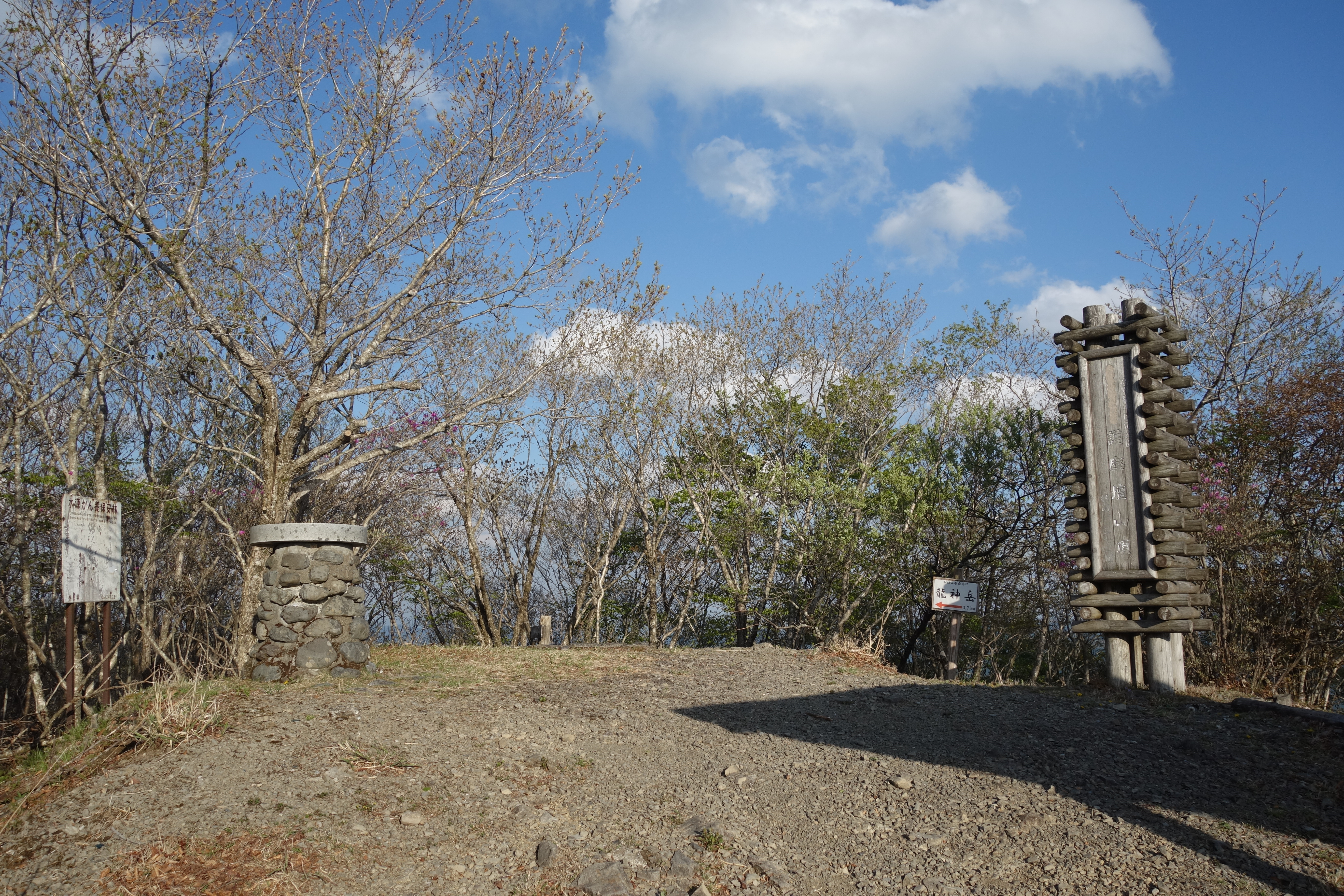
護摩壇山山頂
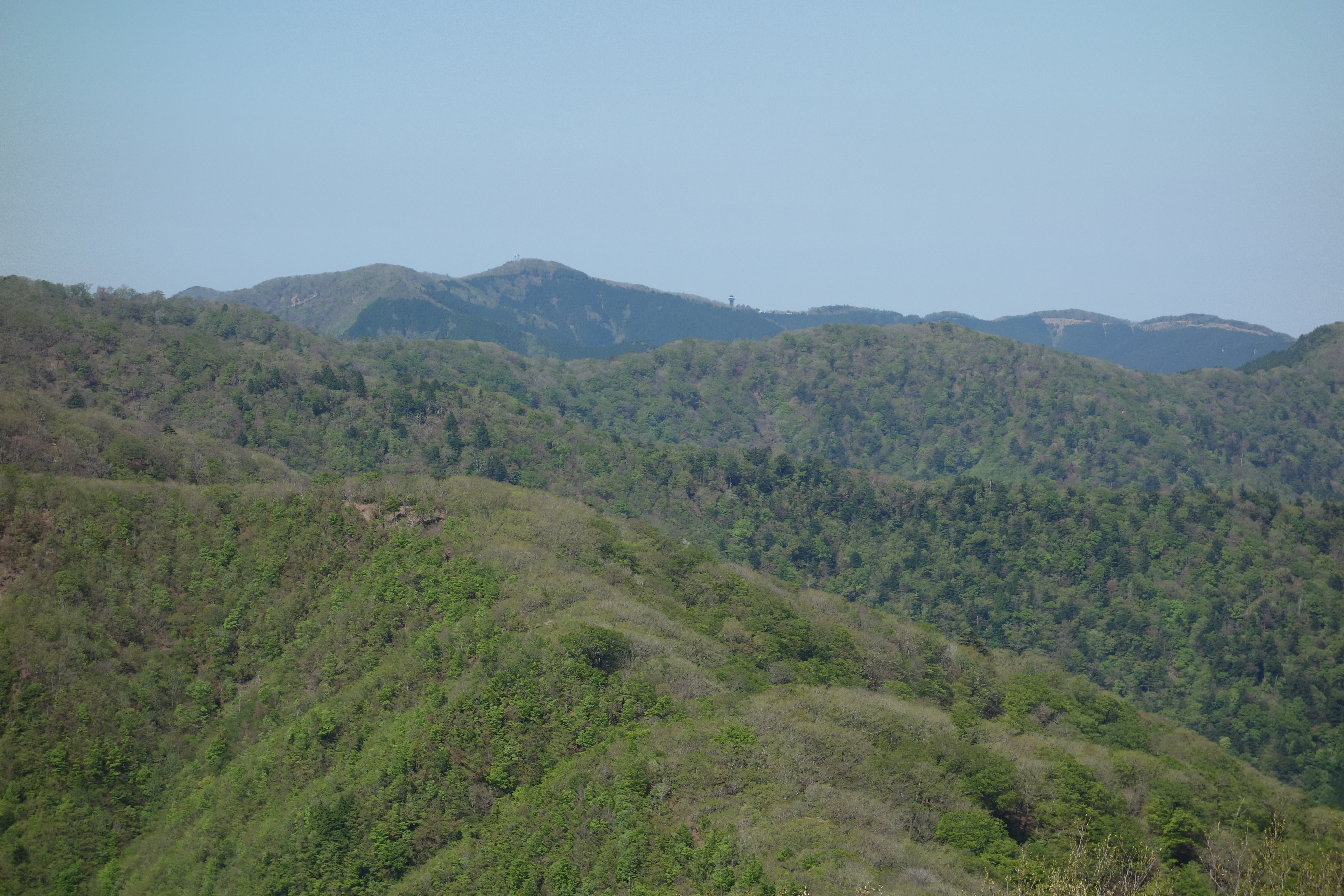
伯母子岳からの護摩壇山

## 森林
小森谷川や古川の源流部に位置する森は「護摩壇山自然の森」として管理されており高野龍神国定公園にも指定されている。また、山の南斜面は護摩壇山森林公園として遊歩道や多目的広場などが整備されている。
2022年（令和4年）夏頃からナラ枯れ被害がみられるようになっている。

## 交通アクセス
- 南海鋼索線高野山駅から南海りんかんバスの予約制急行バス護摩壇山行きで約1時間10分（1日1往復、冬を除く季節運行）。
- JRきのくに線紀伊田辺駅から龍神バス護摩壇山行き聖地巡礼バスで約2時間5分（1日1往復、冬を除く季節運行）。